# 深井ゆきえ
深井 ゆきえ（ふかい ゆきえ、1980年11月28日 - ）は、日本のフリーアナウンサー・日本オーガニック推進協議会認定講師。元ミヤギテレビアナウンサー。3人姉妹の次女。

## 来歴・人物
富山県富山市出身。血液型B型。富山県立富山高等学校出身、上智大学文学部新聞学科卒業。
富山県立富山高等学校でアナウンサーとなる石本沙織、木地智美と同級。
上智大学卒業後、2003年4月にミヤギテレビにアナウンサーとして入社。
2010年にアナウンサーの先輩である柳瀬洋平と結婚し、同年9月24日放送の『OH!バンデス』内で妊娠7ヶ月目を報告。同時に10月より産休に入り、担当していた番組を全て降板した。
その後、同年12月13日に第1子（長女）、2013年7月19日に第2子（次女）を出産して以降は二女の母である。
2012年4月より職場復帰を果たすが、同年7月より同局の編成部へ異動。2013年、第2子（次女）の妊娠・出産を機に退社。
2013年に「マスターオーガニック・コーディネーター」、2016年に「日本オーガニック推進協議会認定講師」の資格を取得。
2017年よりフリーアナウンサーとして活動開始。

## 過去の出演番組
- 月刊 元気一番"生"テレビ（MC）
- Newsリアルタイムミヤギ（キャスター）
- OH!バンデス（レギュラー出演）
- ミヤテレスタジアム（初代MC）
- ミヤギテレビニュースD→ミヤギテレビストレイトニュース（キャスター）
- カーズ（女リポーター）